# OwnCloud
ownCloud és una aplicació de programari lliure del tipus Servei d'allotjament d'arxius, que permet l'emmagatzematge en línia i aplicacions en línia (cloud computing). ownCloud pot ser instal·lat dins d'un servidor que disposi d'una versió recent de PHP (major o igual a 5.6) i suport de SQLite (base de dades per defecte), MySQL o PostgreSQL.
El projecte va ser llançat al gener del 2010 per Frank Karlitschek, un desenvolupador del projecte KDE, amb l'objectiu de donar als usuaris el control de les seves dades en el núvol. OwnCloud va formar part de la comunitat KDE però després es va independitzar.
El 13 de desembre de 2011 es va crear una entitat comercial fundada sota el projecte ownCloud. Aquesta societat és una alternativa a les solucions proposades per Dropbox o Box.net, posant molta èmfasi en la flexibilitat i la seguretat. ownCloud vol ser una alternativa lliure a les solucions privades presents al mercat.

## Funcionalitats
- Sincronització d'arxius entre diversos equips informàtics
- Emmagatzematge segur (xifrat d'arxius)
- Compartiment d'arxius entre usuaris o d'una manera pública
- Lector de música en línia
- Servidor d'arxius WebDAV
- Calendari (permet la sincronització CalDAV)
- Administració de contactes (CardDAV)
- Editor de text en línia (proposa la coloració sintàctica)
- Visor de documents en línia (pdf, open document)
- Galeria d'imatges, que permet la visualització i la classificació en àlbums
- Administració de favorits